# Домашево
Домашево је насељено мјесто у граду Требиње, Република Српска, БиХ. Према попису становништва из 1991. у насељу је живјело 88 становника.

## Географија
Налази се у подножју планине Видуше. Домашево је удаљено 33 километара југозападно од Билеће, а 30 километара сјеверозападно од Требиња. Налази се на ободу Љубомирског поља. Иако територијално припада граду Требињу спада у билећку црквену општину.

## Култура
Домашево је једно од најстаријих насеља у Љубомиру. Храм Светог Николе, најбоље сачуван од три цркве у Домашеву, налази се у садашњем сеоском гробљу у којем има старих надгробних крстача, а натпис на једној од њих помиње кнеза Зота. Ова једнобродна грађевина надвишена је преломљеним сводом, има полукружну аспиду и дозидан звоник „на преслицу”. Цркву у Домашеву је, према предању, срушио Шабанагић из Требиња да би саградио кулу у Подима. Од Храма Светог Георгија у Домашеву до данас су сачувани само зидови до висине од око једног метра. Они показују да је црква имала једнобродну основу са полукружним олтаром, да је изнутра, без олтара била дуга готово седам, а широка око три и по метра. У зидове је уграђен велики број стећака са некрополе која окружује црквиште. На овом средњовјековном гробљу налази се око стодвадесет стећака, од којих је петнаест богато украшених рељефима са астралним, флоралним и зооморфним мотивима, приказима кола, коња, крстова, женске фигуре. На једном од стећака уклесан је ћирилични натпис који помиње Радосаву и сина јој Бранка. Из Домашева потиче сребрни средњовјековни прстен из средине 14.вијека, украшен хералдичким мотивом, данас изложен у збирци Завичајног музеја у Требињу. Црква светог Петра у Домашеву, у гробљу у источном дијелу села, данас је у рушевинама. Зидови овог једнобродног храма са полукружном аспидом сачували су се до висине од око два метра.

## Становништво
У насељу живи 88 становника и сви су Срби. Ту живе породице: Турнић, Бокић, Кијац, Томановић, Папић, Зотовић, Денда, Ћапин, Мијановић и Лечић.
| Демографија | Демографија | Демографија |
| Година      | Становника  | Становника  |
| ----------- | ----------- | ----------- |
| 1961.       | 175         |             |
| 1971.       | 157         |             |
| 1981.       | 143         |             |
| 1991.       | 88          |             |